# Deutonura benzi
Deutonura benzi is een springstaartensoort uit de familie van de Neanuridae. De wetenschappelijke naam van de soort is voor het eerst geldig gepubliceerd in 1993 door Traser, Thibaud & Najt.